# University WI
University WI ist ein Fußballverein auf den Bahamas. Der Verein spielte in der Saison 2014/15 in der BFA Senior League, der höchsten Spielklasse des Fußballverbands der Bahamas.